# Raymone K. Bain
Raymone Bain é uma porta-voz da empresa de relações públicas Davis, Bain & Associates Inc., situada em Washington DC, EUA. Ela foi reconhecida pelo público, principalmente em 2005, quando representou individualmente: Michael Jackson, Serena Williams, Babyface, o grupo musical Boyz II Men, as propriedades de Sammy Davis, Jr., entre outras celebridades que incluem atletas, entertainers, figuras e organizações políticas, dentre as quais o ex-Prefeito de Washington DC, Marion Barry. Em junho de 2005, Bain se tornou a Gerente Geral da The Michael Jackson Company, Inc.